# أوسكار ك. ألين
أوسكار ك. ألين (بالإنجليزية: Oscar Kelly Allen, Sr.)‏ هو شخصية أعمال وفلاح وسياسي أمريكي، ولد في 8 أغسطس 1882 في مقاطعة وين في الولايات المتحدة، وتوفي في 28 يناير 1936 في باتون روج في الولايات المتحدة. حزبياً، نشط في الحزب الديمقراطي. وقد انتخب حاكم لويزيانا ‏ (10 مايو 1932 – 28 يناير 1936).